# Jane Jensen
Jane Elizabeth Jensen, född Smith 28 januari 1963 i Palmerton, Pennsylvania, är en amerikansk datorspelsutvecklare och författare.
Hon är mest känd för äventyrsspelserien Gabriel Knight och för romanerna Judgment Day och Dante's Equation.
Jane är gift med kompositören Robert Holmes.